# Kotor Varoš
Kotor Varoš (in serbo cirillico: Котор Варош),  è una città e comune nel nord della Bosnia ed Erzegovina, sotto la giurisdizione della Repubblica Serba e facente parte della Regione di Banja Luka con 22.001 abitanti al censimento 2013.
Qua nacque il pallanuotista Zoran Gopčević.

## Popolazione
Il censimento del 1991 mostrava i seguenti dati:
Comune di Kotor Varoš - totale: 36.853
- Serbi - 14.056 (38,14%)
- Bosgnacchi - 11.090 (30,09%)
- Croati - 10.695 (29,02%)
- Jugoslavi - 745 (2,02%)
- Altri - 267 (0,73%)

Città di Kotor Varoš - totale:7.411
- Serbi - 2.522 (34,03%)
- Croati - 2.432 (32,81%)
- Bosgnacchi - 1.800 (24,28%)
- Jugoslavi - 547 (7,38%)
- Altri - 110 (1,48%)

### Popolazione del Comune di Contea di Kotor Varoš, 1953.
| Area di censimento    | Totale | Serbi | Croati | Sloveni | Macedoni | Montenegrini | Jugoslavi nondeciso | Cechi | Polacchi | Rusini – Ucraini | Altri Slavi | Altri Non-Slavi |
| Contea di KOTOR VAROŠ | 37898  | 25008 | 6485   | 4       | 4        | 10           | 6375                | 2     | –        | 2                | –           | 8               |
| Kotor Varoš           | 4715   | 805   | 2640   | 2       | 3        | 6            | 1253                | 1     | –        | 1                | –           | 4               |
| Maslovare             | 4574   | 3966  | 8      | –       | –        | –            | 600                 | –     | –        | –                | –           | –               |
| Previle               | 4576   | 3537  | 696    | –       | –        | –            | 342                 | –     | –        | –                | –           | 1               |
| Skender Vakuf         | 7100   | 6566  | 16     | –       | –        | –            | 518                 | –     | –        | –                | –           | –               |
| Šiprage               | 7746   | 6036  | 24     | 1       | 1        | –            | 1682                | –     | –        | –                | –           | 2               |
| Vrbanjci              | 4919   | 1678  | 1728   | 1       | –        | 4            | 1505                | 1     | –        | 1                | –           | 1               |
| Zabrđe                | 4268   | 2420  | 1373   | –       | –        | –            | 475                 | –     | –        | –                | –           | –               |